# Chileense presidentsverkiezingen 2005-2006
De Chileense presidentsverkiezingen van 2005 en 2006 vonden op 11 december 2005 (eerste ronde) en 15 januari 2006 (tweede ronde) plaats. De verkiezingen werden gewonnen door de sociaaldemocraat Michelle Bachelet.

## Uitslag
Omdat bij de eerste ronde op 11 december 2005 geen van de kandidaten een meerderheid heeft weten te bepalen, vond op 15 januari 2006 een tweede ronde plaats waaraan de twee kandidaten die tijdens de eerste ronde de meeste stemmen hadden behaald deelnamen.

### Eerste ronde 11 december 2005[1]
| Kandidaat               | Kandidaat               | Kandidaat                  | Partij                  | Partij                  | Coalitie                | Coalitie                                   | Stemmen   | Percentage           |
| ----------------------- | ----------------------- | -------------------------- | ----------------------- | ----------------------- | ----------------------- | ------------------------------------------ | --------- | -------------------- |
|                         |                         | Sebastián Piñera Echenique |                         | RN                      |                         | Alianza                                    | 1.763.694 | 25,41%               |
|                         |                         | Michelle Bachelet Jeria    |                         | PS                      |                         | Concertación de Partidos por la Democracia | 3.190.691 | 45,96%               |
|                         |                         | Tomás Hirsch Goldschmidt   |                         | PH                      |                         | Juntos Podemos Más                         | 375.048   | 5,40%                |
|                         |                         | Joaquín Lavín Infante      |                         | UDI                     |                         | Alianza                                    | 1.612.608 | 23,23%               |
| Totaal geldige stemmen  | Totaal geldige stemmen  | Totaal geldige stemmen     | Totaal geldige stemmen  | Totaal geldige stemmen  | Totaal geldige stemmen  | Totaal geldige stemmen                     | 6.942.041 | 96,32%               |
| Ongeldige stemmen       | Ongeldige stemmen       | Ongeldige stemmen          | Ongeldige stemmen       | Ongeldige stemmen       | Ongeldige stemmen       | Ongeldige stemmen                          | 180.485   | 2,50%                |
| Blanco stemmen          | Blanco stemmen          | Blanco stemmen             | Blanco stemmen          | Blanco stemmen          | Blanco stemmen          | Blanco stemmen                             | 84.752    | 1,18%                |
| Totaal                  | Totaal                  | Totaal                     | Totaal                  | Totaal                  | Totaal                  | Totaal                                     | 7.207.278 | 100%                 |
| Aantal stemgerechtigden | Aantal stemgerechtigden | Aantal stemgerechtigden    | Aantal stemgerechtigden | Aantal stemgerechtigden | Aantal stemgerechtigden | Aantal stemgerechtigden                    | 8.285.186 | Onthoudingen: 12,33% |

### Tweede ronde 15 januari 2006[2]
| Kandidaat               | Kandidaat               | Kandidaat                  | Partij                  | Partij                  | Coalitie                | Coalitie                                   | Stemmen   | Percentage           |
| ----------------------- | ----------------------- | -------------------------- | ----------------------- | ----------------------- | ----------------------- | ------------------------------------------ | --------- | -------------------- |
|                         |                         | Sebastián Piñera Echenique |                         | RN                      |                         | Alianza                                    | 3.236.394 | 46,50%               |
|                         |                         | Michelle Bachelet Jeria    |                         | PS                      |                         | Concertación de Partidos por la Democracia | 3.723.019 | 53,50%               |
| Totaal geldige stemmen  | Totaal geldige stemmen  | Totaal geldige stemmen     | Totaal geldige stemmen  | Totaal geldige stemmen  | Totaal geldige stemmen  | Totaal geldige stemmen                     | 6.959.413 | 97,17%               |
| Ongeldige stemmen       | Ongeldige stemmen       | Ongeldige stemmen          | Ongeldige stemmen       | Ongeldige stemmen       | Ongeldige stemmen       | Ongeldige stemmen                          | 154.972   | 2,16%                |
| Blanco stemmen          | Blanco stemmen          | Blanco stemmen             | Blanco stemmen          | Blanco stemmen          | Blanco stemmen          | Blanco stemmen                             | 47.960    | 0,67%                |
| Totaal                  | Totaal                  | Totaal                     | Totaal                  | Totaal                  | Totaal                  | Totaal                                     | 7.162.345 | 100%                 |
| Aantal stemgerechtigden | Aantal stemgerechtigden | Aantal stemgerechtigden    | Aantal stemgerechtigden | Aantal stemgerechtigden | Aantal stemgerechtigden | Aantal stemgerechtigden                    | 8.220.897 | Onthoudingen: 12,88% |